# Itasy
Itasy er en region beliggende centralt på Madagaskar i Antananarivo-provinsen. Den grænser til regionerne Analamanga mod nordøst,
Vakinankaratra mod syd og Bongolava i nordvest. Regionens hovedstad er byen Miarinarivo, og befolkningen blev i 2004 anslået til 643.000 mennesker. Den er arealmæssigt den mindste region med et areal på 6.993 km², og den har den mest spredte befolkning efter Analamanga.
Regionen er inddelt i tre distrikter: Arivonimamo, Miarinarivo, and Soavinandriana.

## Itasy-søen
Regionen Itasy er opkaldt after Itasy-søen som er den tredjestørste sø på Madagaskar. Søen ligger 120 km fra hovedstaden Antananarivo.

## Turisme
Ifølge ONTM (Office National de Tourism de Madagascar), bruger mere end 60% af de lokale turister fra hovedstaden området til korte ferier hvert år. Turismen er dog begrænset til omkring 200 turister pr. dag, op til 1.200 turister på nationale feriedage. Byen Ampefy ved Itasy-søen er hoveddestinationen.

### Seværdigheder
Der er flere berømte lokaliteter i regionen:
- Itasy-søen skaber livsgrundlaget for 3.000 fiskere.
- Monumentet for Jomfru Maria på søbredden markerer landets geografiske midte.
- Øen Lake Itasy King med en stencirkel.
- De to Lily-vandfald, hvoraf det ene er 16 m højt og 35 m bredt, og det andet over 22 m højt, men ikke så bredt.
- Analavory-geyserne, som springer med koldt vand i tæt ved tre meters højde og har dannet kraterhøje;[2]

## Eksterne kilder og henvisninger
1. 1 2  Ralison, Eliane; Goossens, Frans. "Madagascar: Profil des marchés pour les évaluations d'urgence de la sécurité alimentaire" (PDF) (fransk). Programme Alimentaire Mondial, Service de l’Evaluation des besoins d’urgence (ODAN). Hentet 2008-03-01.
2. ↑  "Analavory Geysers". Wondermondo. 2011. Arkiveret fra originalen 29. juli 2013. Hentet 19. juni 2013.

19°00′00″S 46°46′00″Ø / 19°S 46.7667°Ø